# Roscoea brandisii
Roscoea brandisii är en enhjärtbladig växtart som först beskrevs av George King och John Gilbert Baker, och fick sitt nu gällande namn av Karl Moritz Schumann. Roscoea brandisii ingår i släktet Roscoea och familjen Zingiberaceae. Inga underarter finns listade i Catalogue of Life.